# Золотой (Хабаровский край)
Золото́й — посёлок в районе имени Лазо Хабаровского края России. Административный центр и единственный населённый пункт сельского поселения «Посёлок Золотой».

## География
Посёлок Золотой стоит в верховьях реки Немта.
Посёлок Золотой расположен на автомобильной дороге Владимировка — Сукпай.
Расстояние до автотрассы «Уссури» (в селе Владимировка) около 100 км.
Расстояние до районного центра посёлка Переяславка (через Владимировку) около 120 км.

## Население
| 1992 | 2002 | 2010 | 2011 | 2012 | 2013 | 2014 |
| ---- | ---- | ---- | ---- | ---- | ---- | ---- |
| 837  | ↘534 | ↘427 | →427 | ↘407 | ↘403 | ↘384 |
| 2015 | 2016 | 2017 | 2018 | 2019 | 2020 | 2021 |
| ↘373 | ↘368 | ↘357 | ↘345 | ↘335 | ↘329 | ↘232 |

## Улицы
| - ул. Гаражная, - ул. Ключевая, - ул. Лесная, - ул. Линейная, | - ул. Мира, - ул. Набережная, - ул. Октябрьская, - ул. Пионерская, | - ул. Почтовая, - ул. Таёжная, - ул. Школьная, - ул. Юбилейная. |

## Инфраструктура
- Предприятия, занимающиеся заготовкой леса.
- Предприятия, занимающиеся добычей золота.
- Через посёлок проходила ведомственная Оборская железная дорога, которая в настоящее время разобрана.